# مارن

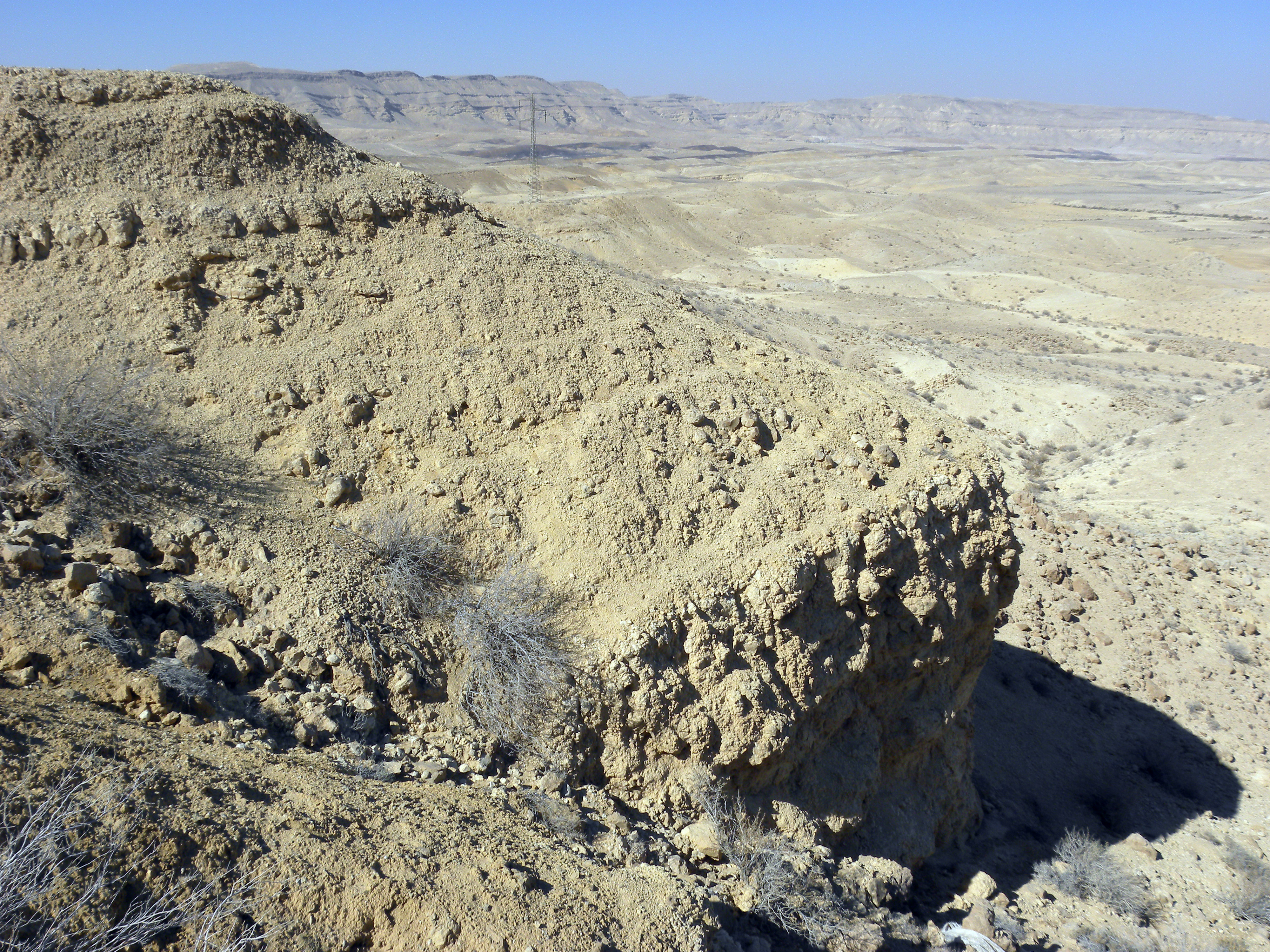
تصویری از خاک مارن در جنوب فلسطین

مارن (به انگلیسی: marl)  گونه‌ای خاک کلسیم کربنات است که چندین نوع مواد معدنی و آراگونیت در خود دارد. در اصطلاح علمی مارن به خاک‌هایی گفته می‌شود که دارای ۳۵ تا ۶۵ درصد رس، و ۶۵ تا ۳۵ درصد کربنات‌اند.در صورت سنگ شدگی خوب به آن مارن استون گویند. 

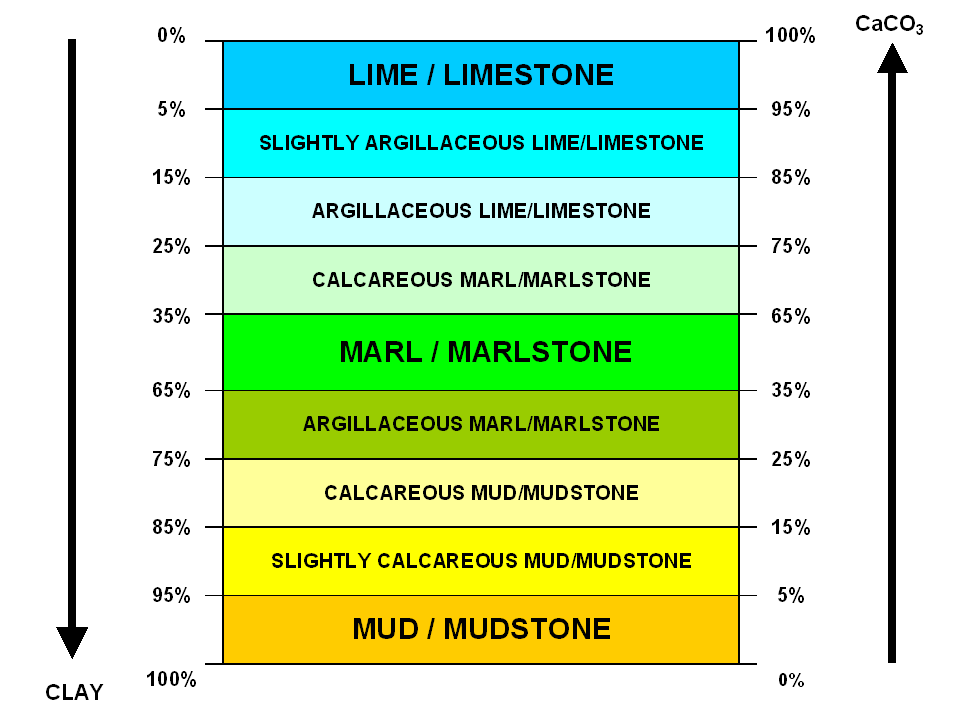
طیف‌بندی خاکها بر اساس محتوای کربنات کلسیم. مارن (Marl) در وسط طیف با رنگ سبز نمایانگر است